# Burchard Müller von der Lühnen
Burchard Müller, adlad Müller von der Lühnen, född den 10 april 1604 i Lüneburg, död den 22 juli 1670 på sitt gods Ludvigsburg i Pommern, var en svensk militär. Han var far till Carl Leonard Müller von der Lühnen.
Müller von der Lühnen blev ryttare i ärkebiskopens av Bremen kontingent till kejsaren 1618, kom i svensk tjänst som kyrassiär vid Jakob De la Gardies livkompani 1623, deltog i kriget mot Polen, kom till Pommern med överste Aderkas livländska regemente 1630, deltog i slaget vid Leipzig 1631, vid Nürnberg och Lützen 1632, där han, trots att han bara var löjtnant, kommenderade kompaniet och blev ryttmästare, major vid samma livländska regemente 1636, överste vid Pfuelska regementet 1641, som han över ett år kommenderade, och bevistade andra slaget vid Leipzig samt slaget vid Jankowitz.  Müller von der Lühnen deltog i stormningen av Prag 1648 och blev då generalmajor. Han blev kommendant i Greifswald 1649 och adlades 1650 (ej introducerad). Müller von der Lühnen befordrades till generallöjtnant 1655 och till general av kavalleriet 1657. Han blev generalkommendör i Pommern samt kommendant i Greifswald 1659. Müller von der Lühnen blev begraven i Sankt Nicolai kyrka i Greifswald.